# Feline Melinda
Feline Melinda ist eine 1986 gegründete Heavy-Metal-Band aus Südtirol.

## Bandgeschichte
Die Band wurde in den 1980ern von Rob Irbiz (bürgerlich Robert Gallmetzer) und Andy De Santis (bürgerlich Andrea De Santis) gegründet. Der erste Schlagzeuger der Band war Helmuth Giovanett. Mit ihm wurden das Demo-Tape Praeludium und die erste Version des Songs Feline Melinda in einem deutschen Tonstudio in Hattingen aufgenommen. Dieser Song wurde auf dem Vinyl-Sampler German Metal Fighters – Volume 1 veröffentlicht.
Nach Helmut Giovanett spielte für kurze Zeit Schlagzeuger Attilio Rovai bei der Band, bis mit Tommy Ti.Grotto (bürgerlich Thomas Grotto) die erste fixe Besetzung von Feline Melinda feststand.
1988 wurde mit der bestehenden Besetzung in den Eastwood Music Studios in Bielefeld das Debütalbum The Felines Await You aufgenommen. 1989 wurde für den Song You’re A Witch der Videoclip gedreht. Zusammen mit dem Song If You Need Me wurde You’re A Witch auf der deutschen CD-Compilation Heart And Heavy – Take this Song veröffentlicht.
1990 verließ Grotto die Gruppe; als Ersatz kam Schlagzeuger Chris Platzer (bürgerlich Christian Platzer) zur Band. Die Musikrichtung wechselte vom reinen Speed Metal zu Airplay-orientierten Hard & Heavy Songs. Es folgten einige Konzerte auf lokaler und nationaler Ebene, unter anderem als Vorgruppe von Uriah Heep (1991 in Bozen).
Ebenfalls in Bielefeld (Trickbag Tonstudio) wurden im Jahr 1991 einige Songs für ein Promo-Demo aufgenommen; darunter Born In Europe. Dieser Song wurde mit abgeändertem Text auf der Maxi-CD des Jahres 1995 mit dem Titel Living In Europe veröffentlicht. Für die ursprüngliche Version des Songs Born In Europe, der nie auf einem offiziellen Tonträger veröffentlicht wurde, wurde ein Videoclip als Low-Budget-Produktion gedreht.
Die im Jahr 1994 in Reilingen (Face Music/Deutschland) produzierte Maxi-CD Living In Europe enthält vier Songs; dieser Tonträger kam jedoch über einen Insider-Status nicht hinaus. Songs aus der Maxi-CD wurden im Laufe der darauffolgenden Jahre auf verschiedenen Samplern veröffentlicht. Für die klavierorientierte Ballade Don’t Cry wurde ebenfalls ein Videoclip, bestehend aus einem Mix von Mitschnitten von Konzertauftritten sowie privaten Videos, produziert. Der Videoclip wurde auf der VHS-Videocompilation des italienischen Musikmagazins Tendence veröffentlicht.
Obwohl die Band sich nicht auflöste, wurde es in den darauffolgenden Jahren still um Feline Melinda; es gab keine Veröffentlichungen von neuen Tonträgern, allerdings sporadische Auftritte auf Lokalebene und im benachbarten Ausland. Im Hintergrund arbeitete man jedoch an neuem Songmaterial.
2002 startete man mit den Aufnahmen zu einem neuen Full-Length-Album. Zwischen Bozen, Gardasee und abschließendem Mastering in Deutschland wurde das gleichnamige Album Feline Melinda eingespielt. Dieser Tonträger zeigt einen Querschnitt des Schaffens der Band in all den Jahren seit ihrem Bestehen. Der Großteil besteht aus unveröffentlichten Songs; einige Lieder stammen hingegen aus den vorherigen Produktionen und wurden neu gemastert. Das Album erschien 2004 und beendete einen wichtigen Lebensabschnitt der Band, denn im selben Jahr verließ Gründungsmitglied, Bassist und Sänger Andy De Santis aus persönlichen Gründen und im Einvernehmen mit den anderen Bandmitgliedern das Trio. Als Ersatz für De Santis konnte im November der Meraner Bassist Gschnell (bürgerlich Christian Gschnell) engagiert werden. Die erneuerte Besetzung war gleichzeitig auch der Beginn der neuen Band-Ära.
Rob Irbiz komponierte neues Songmaterial, das in Zusammenarbeit mit Chris Platzer arrangiert wurde, sodass bereits 2005 eine erste Version des Songs Dangerzone in einem süddeutschen Tonstudio aufgenommen wurde. Konzerte und die durchwegs positive Resonanz bei Publikum und Medien ermutigten die Band, die Produktion eines neuen Albums zu erwägen.
Bereits Anfang 2006 begannen die Aufnahmen des neuen Tonträgers im Bozner Tonstudio Z.E.M. in Zusammenarbeit mit dem jungen und talentierten Toningenieur Marco Ober. Das Abmischen der Songs fand jedoch aufgrund der bevorstehenden Schließung des Tonstudios und Divergenzen mit dem Management des Studios nicht mehr dort statt. Nach ausgiebiger Suche fand man in Bobby Altvater, Eigentümer des Skystudio (Taufkirchen/Deutschland) den geeigneten Partner für das Abmischen der Songs. Für das finale Mastering war hingegen Mika Jussila von den Finnvox Studios (Helsinki/Finnland) zuständig.
Im Juni 2008 wurde das Album Morning Dew international vom italienischen Hard- & Heavy-Label My Graveyard Productions veröffentlicht. Für den Song Skydiver wurde bereits im Vorjahr in Mailand unter professionellen Bedingungen mit der auf Musikvideos spezialisierten Firma Filmmaster Clip ein Videoclip gedreht. Der Videoclip und das entsprechende Making-of sind auf dem Tonträger, einer sogenannten Enhanced-CD, zusammen mit offiziellen Bandfotos zu finden. Der Song Skydiver konnte auf verschiedenen Compilation-CDs platziert werden, u. a. Loud Sounds #67, 2008, Rock Hard/Italien und Hard Pack Vol. 1, 2009, 7Hard/Deutschland.
2010 einigte sich die Band mit dem Label My Graveyard Productions auf die Wiederveröffentlichung des Erstlingswerks The Felines Await You. Das Label kam damit einem lang gehegten Wunsch der Band entgegen. Das Album wurde für diesen Zweck neu gemastert und als CD-Sammleredition als Enhanced-CD veröffentlicht. Neben den Songs des Erstlingswerkes befindet sich auf dem Tonträger als Bonus-Track auch die erste Version des Songs Feline Melinda, ebenso wie historisches Fotomaterial und der restaurierte Videoclip von You’re A Witch.
Nachdem wieder neues Songmaterial zur Verfügung stand, wurde das Nachfolgealbum von Morning Dew produziert. Aufgenommen, editiert und abgemischt wurde es in mehreren Etappen, darunter in Tonstudios wie z. B. dem Artifact Studio/Italien und Skystudio/Deutschland. Im Zuge der Produktion des Albums lernten Rob und Chris den jungen und talentierten Sologitarristen, HeadMatt (bürgerlich Mattia Carli) kennen, und aus einer anfänglichen Teilnahme als Gastmusiker für das Einspielen eines Solos zu einem Song wurde eine dauernde Zusammenarbeit. Schlussendlich erfolgte dessen Aufnahme in die Band und Feline Melinda wurde fortan zum Quartett. In den darauffolgenden Jahren verstärkte die Musikgruppe ihre Konzertaktivitäten u. a. bei wichtigen Festivals im In- und Ausland.
2014 erfolgte die Veröffentlichung des Albums mit dem Titel Dance Of Fire And Rain. Von der Ballade Luna (My Love), die auf dem Tonträger zu finden ist, wurde auch ein Videoclip produziert.
2015 wurde die Gruppe zum wichtigsten und größten Open-Air-Event in Süditalien, dem Agglutination Metal Festival (Chiaromonte/Italien), eingeladen, wo sie als Botschafter des Nordens der Halbinsel im Süden Italiens zusammen mit Bands wie Obituary, Edguy, Arthemis u. a. m. auf der Bühne standen. Feline Melinda wurde die besondere Ehre zuteil, für die Jubiläumsausgabe der Veranstaltung die offizielle Festivalhymne mit dem Titel Agglutination Forever zu produzieren. Es handelt sich dabei um eine speziell angepasste Version ihres Songs Forever, der mit eigenen Lyrics und neuem Gitarrensolo für dieses Event adaptiert wurde.
Im Jahr 2016 feierten Feline Melinda ihr 30-jähriges Bestehen. Die Band nahm dies zum Anlass, um im Heimatort des Schlagzeugers Chris Platzer ein einmaliges und besonderes Konzertereignis zu organisieren. Zusammen mit weiteren Künstlern (einem Chor, Tänzern, Moderator und einigen Gastmusikern) fand im Oktober 2016 im Kultursaal von Eppan ein Benefizkonzert statt, dessen Erlös an die Vereinigung für krebskranke Kinder – Südtirol Peter Pan, gespendet wurde. Das Konzert wurde mit Video und Ton aufgezeichnet. Daraus entstand das diesbezügliche Live-Album sowie in einem weiteren Schritt ein Video des Jubiläumsauftritts.
Pünktlich zum Jubiläum erfüllte sich die Band mit der Veröffentlichung eines Balladen-Albums einen langgehegten Traum. Als edle digipack-Version in limitierter Auflage trägt das Album den Titel Just Ballads und enthält ausschließlich sämtliche Love-Songs, die die Gruppe im Laufe der Jahrzehnte auf verschiedenen Alben veröffentlichte, inklusive der eigens für diese Compilation komponierten und produzierten Akustik-Ballade Mary Magdalene.
2017 begann mit einigen Auftritten im Frühjahr als Vorgruppe der deutschen Happy-Metal-Formation Freedom Call anlässlich deren Tour zur Promotion des neuen Albums. Weiters stellten Feline Melinda im Herbst im Rahmen eines weiteren Benefizkonzertes den neuesten offiziellen Tonträger, ihr erstes Live-Album in der langen Bandgeschichte, vor. Es trägt den Titel Three Decades – Live At The Kultursaal Theatre und wurde mit den Audio-Mitschnitten des Jubiläumskonzertes des Vorjahres produziert.
Das Jahr 2019 ist geprägt von der Produktion einer EP mit dem Titel „Duets“. Der Tonträger entsteht in Zusammenarbeit mit Gastsängerin Doris Albenberger und enthält drei der bekanntesten Songs der Band, neu produziert als Duett-Versionen („Forever“, „Skydiver“, „Dangerzone“, „Skydiver - Doris Albenberger Version“) und die Live-Version des Covers „Phantom Of The Opera“ aus dem gleichnamigen Musical von Sir Andrew Lloyd Webber.
Aufgrund der Covid-Pandemie bedingten Unterbrechung, erscheint im Jahr 2024 das neue Studioalbum „Seven“
mit elf neuen Songs, gemischt und gemastert vom deutschen Produzent Sascha Paeth (Avantasia).

## Diskografie

### Studioalben
- Praeludium (1986; Demo-Tape/Italien)
- The Felines Await You (1988; Vinyl-LP; Metal Voice/Deutschland)
- Living in Europe (1995; Maxi-CD; Face Records/Deutschland)
- Feline Melinda (2004; Full Length CD; Rockwerk/Deutschland)
- Morning Dew (2008; Full Length CD; My Graveyard Productions/Italien)
- Dance of Fire and Rain (2014; Full Length CD, 7hard/Deutschland)
- Just Ballads (2016; Compilation-CD, Digipack Version, Label Feline Melinda/Italien, limitierte Auflage zum 30-jährigen Bestehen der Band)
- Three Decades – Live at the Kultursaal Theatre (2017; Full Length CD, Label Feline Melinda/Italien)
- Duets (2019; EP-CD feat. Doris Albenberger, Label Feline Melinda/Italien)
- Praeludium (2023; Neuauflage in Vinyl 10 Zoll; Label AUA Records)
- Seven (2024; Full Lenght CD, Label Feline Melinda/Italien)

### Singles
- Christmas Time (2021 – feat. Doris Albenberger)
- Seventh Heaven (2023 – feat. Doris Albenberger)
- She’s Like A Thunderstorm (2024)

### Teilnahme an Audio-Kompilationen
- Feline Melinda – German Metal Fighters Vol. 1 (1987, LP/Deutschland)
- You’re a Witch/If You Need Me – Heart and Heavy Vol. 1 (1989, CD/Deutschland)
- Don’t Cry – TN Rock – Vol. 1 (1995; CD/Italien)
- Don’t Cry – Rock Alternative Collection 1/97 (1997; CD/Deutschland)
- Living in Europe – Impulse ’98 – der XAct Sampler Vol. 2 (1998; Doppel-CD/Österreich)
- Lillian – Songtext.net Organizer (2002; mp3-CD/Deutschland)
- Living in Europe – Backstage: South Tyrolean Bands (2006; CD/Italien)
- Feline Melinda – Rock Hard – Loud Sounds# 67 (2008; CD/Italien)
- Skydiver – Hard Pack – Shut Up and Listen (2009; CD/Deutschland)
- Luna (My Love) – 10 Years 7Hard Jubilee Series – Rock Ballads (2017; Deutschland)
- Everybody Here - Power To The Metal – Seven Hard Jubilee Serie (2018; Deutschland)
- Area Sismica – Millenium 4 (2024; Italien)
- Seventh Heaven - Area Sismica – Millenium 4 (2024; CD/Italien)
- Subtle Death Magazine – Devastated World Vol. 17 (2024; CD/Kuba)
- She’s Like A Thunderstorm – Compilado Volume 1 (2024; Brasilien)
- Seventh Heaven - Metal Is Forged Here Vol. 4 (2025; CD/Polen)[31]

### Teilnahme an Video-Kompilationen
- Don’t Cry – Tendence Video One Compilation Vol. 1 (1996; VHS/Italien)
- Skydiver – The Screening – South Tyrolean Bands (2008 DVD/Italien)

## Musikvideos
- You’re a Witch (1989)
- Born in Europe (ursprünglicher Titel des Songs Living in Europe; 1994)
- Don’t Cry (1995)
- Skydiver (2008)[32]
- Luna (My Love) (2014)[33]
- Seventh Heaven (2023)[34]
- She’s Like A Thunderstorm (2024)[35][36]